# Accelerat no. 17
Accelerat no. 17 este o operă literară scrisă de Ion Luca Caragiale.